# Ванькович, Ян-Эдвард
Ян-Эдвард Ванькович (бел. Ян Эдвард Ваньковіч 23 октября 1834 или 10 октября 1838, деревня Малая Слепянка, Минский уезд — 2 августа 1899, Краков) — революционер, активный участник восстания 1863—1864 годов.

## Биография
Ян-Эдвард Ванькович родился в 1834 или 1838 году в имении Малая Слепянка (ныне территория города Минск, Республика Беларусь) в одноимённой деревне принадлежащей его отцу известному художнику Валентию-Вильгельму Ваньковичу и его жене Анелии Ванькович (1800 — 1870). Происходил из зажиточной шляхетской семьи герба «Лис» был младшим из четырёх детей. Также имел старших братьев Адама Ваньковича (1827 — 1895) и Казимира Ваньковича (1831 — 1891) и сестру Хелену Ванькович (в замужестве Роговская). После смерти отца получил в наследство имение в котором родился.
В 1860 году с отличием окончил Петербургский лесной институт и был направлен на работу лесничим в Екатеринославская губернию, однако вскоре переведен в Беловеж (Гродненская губерния), где был назначен на должность надлесничего. Вошёл в контакт с подпольными патриотическими организациями был лично знаком с К. Калиновским и В. Врублевским, по их предложению присоединился к радикальной организации «красных», в составе которой в 1861 — 1862 годах оказывал активную помощь в подготовке будущего мятежа.

## Участие в восстании 1863 — 1864 годов
Ян Эдвард Ванькович, как и его братья принял самое активное участие в восстании 1863 — 1864 годов его отряд сформированный в окрестностях деревни Руда получил приказ двигаться на юг Гродненской губернии, изначально отряд Ваньковича насчитывал лишь несколько десятков человек, но в середине мая с ним соединились остатки отряда  Флориана Стасюкевича, под общим командованием Казимира Нарбута (1838 — 1903) отступившие из Брестского уезда после поражения от регулярных войск у деревни Домачёво 2 (14) мая 1863 года в результате которого они потеряли 11 человек убитыми и 17 пленными, а также несколько обозов.
В итоге число бойцов отряда Ваньковича составило около 100 человек личного состава, после чего Ванькович принял решение двигаться на соединение с Траугуттом. Во второй половине мая в Белинском лесу в окрестностях деревни Овсичи Пинского уезда соединился с  отрядом из 200 человек под командованием Ромуальда Траугутта после чего Траугутт получил приказ Национального правительства двигаться на Волынь через юг Минской губернии.
Уже в начале июня отряд Траугутта-Ваньковича переправившись через реку Горынь стал лагерем в лесу у деревни Варьяны, где на следующий день был атакован отрядом регулярных войск майора Кемера потеряв 17 человек убитыми, и 19 ранеными и пленными, против всего двух убитых и шести раненых у русских, мятежники были вынуждены в спешке отступить. Уже  17 (29) июня у деревни Колодное  в окрестностях города Столин (Пинский уезд) отряд Траугутта-Ваньковича подвергся внезапной атаке отряда регулярных войск в составе 2-х стрелковых рот под командованием поручика Петровского. Потеряв 7 человек убитыми, 8 пленными и оставив несколько обозов, мятежники с трудом вырвались из окружения и сумев перейти реку Стыр ушли на территорию северной Волыни.
Тем не менее не найдя там значительной поддержки отряд уже через неделю был вынужден вернуться Пинщину где стать лагерем у деревни Колодное. Там в ночь с 30 июня (12 июля) на 1 (13) июля повстанцы были атакованы ротой регулярных войск под командованием майора Семигановского в результате чего потеряли около 30 человек убитыми и до 50 ранеными и пленными против 2 убитых и 4 раненых у русских. В тот же день Траугутт распустил около 150 оставшихся в отряде бойцов а сам бежал в Варшаву.

## После восстания
После разгрома отряда Траугутта благодаря помощи Элизы Ожешко в июле 1863 года сумел бежать в Галицию. Все имущество Ваньковича на территории Российской империи было конфисковано, а сам он приговорен к пожизненной высылке и запрету проживать на её территории.
Около года жил во Львове под псевдонимом, работал в «Галицком банке», однако вскоре был арестован австрийскими властями, но сумел бежать из под стражи. До 1869 года проживал в различных странах Европы. После того как австрийские власти амнистировали всех разыскиваемых за участие в восстании 1863 — 1864 годов вернулся в Австро-Венгрию и поселился в Кракове. Работал в банке. Умер 2 августа 1899 года, похоронен на Раковицком кладбище.

## Личная жизнь
С 1870 года был женат на Станиславе Ванькович (в девичестве Яскловская) (15 августа 1843 — 24 июня 1903). В браке родилась дочь Янина Ванькович (в замужестве Цехановская) (14 ноября 1871 — 3 марта 1955).